# ادوارد گراف
ادوارد گراف (انگلیسی: Edward Graff; ۲۰ اوت ۱۸۹۷ – ۱۹ مارس ۱۹۵۴) بازیکن راگبی ۱۵ نفره اهل ایالات متحده آمریکا بود.